# سونغكلا
سونغكلا (بالإنجليزية: Songkhla)‏ هي مدينة تقع في تايلاند في موينغ سونغكلا. يقدر عدد سكانها بـ 75,048 نسمة وترتفع عن سطح البحر 11 متر.

## المناخ
يظهر الجدول التالي التغييرات المناخية على مدار السنة لسونغكلا:
| البيانات المناخية لـسونغكلا                                                                         | البيانات المناخية لـسونغكلا | البيانات المناخية لـسونغكلا | البيانات المناخية لـسونغكلا | البيانات المناخية لـسونغكلا | البيانات المناخية لـسونغكلا | البيانات المناخية لـسونغكلا | البيانات المناخية لـسونغكلا | البيانات المناخية لـسونغكلا | البيانات المناخية لـسونغكلا | البيانات المناخية لـسونغكلا | البيانات المناخية لـسونغكلا | البيانات المناخية لـسونغكلا | البيانات المناخية لـسونغكلا |
| الشهر                                                                                               | يناير                       | فبراير                      | مارس                        | أبريل                       | مايو                        | يونيو                       | يوليو                       | أغسطس                       | سبتمبر                      | أكتوبر                      | نوفمبر                      | ديسمبر                      | المعدل السنوي               |
| --------------------------------------------------------------------------------------------------- | --------------------------- | --------------------------- | --------------------------- | --------------------------- | --------------------------- | --------------------------- | --------------------------- | --------------------------- | --------------------------- | --------------------------- | --------------------------- | --------------------------- | --------------------------- |
| الدرجة القصوى °م (°ف)                                                                               | 32.4 (90.3)                 | 34.3 (93.7)                 | 35.3 (95.5)                 | 36.8 (98.2)                 | 38.6 (101.5)                | 37.1 (98.8)                 | 36.6 (97.9)                 | 37.3 (99.1)                 | 35.8 (96.4)                 | 38.5 (101.3)                | 34.0 (93.2)                 | 32.6 (90.7)                 | 38.6 (101.5)                |
| متوسط درجة الحرارة الكبرى °م (°ف)                                                                   | 29.6 (85.3)                 | 30.3 (86.5)                 | 31.4 (88.5)                 | 32.5 (90.5)                 | 33.0 (91.4)                 | 33.1 (91.6)                 | 32.9 (91.2)                 | 33.0 (91.4)                 | 32.3 (90.1)                 | 31.4 (88.5)                 | 29.8 (85.6)                 | 29.2 (84.6)                 | 31.5 (88.7)                 |
| المتوسط اليومي °م (°ف)                                                                              | 27.1 (80.8)                 | 27.5 (81.5)                 | 28.1 (82.6)                 | 28.9 (84.0)                 | 28.8 (83.8)                 | 28.6 (83.5)                 | 28.3 (82.9)                 | 28.2 (82.8)                 | 27.8 (82.0)                 | 27.3 (81.1)                 | 26.9 (80.4)                 | 26.7 (80.1)                 | 27.9 (82.2)                 |
| متوسط درجة الحرارة الصغرى °م (°ف)                                                                   | 24.7 (76.5)                 | 24.7 (76.5)                 | 25.0 (77.0)                 | 25.4 (77.7)                 | 25.4 (77.7)                 | 25.1 (77.2)                 | 24.8 (76.6)                 | 24.7 (76.5)                 | 24.5 (76.1)                 | 24.3 (75.7)                 | 24.3 (75.7)                 | 24.4 (75.9)                 | 24.8 (76.6)                 |
| أدنى درجة حرارة °م (°ف)                                                                             | 20.8 (69.4)                 | 20.4 (68.7)                 | 19.7 (67.5)                 | 21.1 (70.0)                 | 22.1 (71.8)                 | 21.1 (70.0)                 | 21.1 (70.0)                 | 21.9 (71.4)                 | 21.4 (70.5)                 | 21.1 (70.0)                 | 20.4 (68.7)                 | 20.7 (69.3)                 | 19.7 (67.5)                 |
| معدل هطول الأمطار مم (إنش)                                                                          | 74.8 (2.94)                 | 48.6 (1.91)                 | 59.7 (2.35)                 | 75.1 (2.96)                 | 119.6 (4.71)                | 99.9 (3.93)                 | 95.0 (3.74)                 | 109.4 (4.31)                | 136.9 (5.39)                | 257.1 (10.12)               | 545.9 (21.49)               | 444.7 (17.51)               | 2٬066٫7 (81.37)             |
| متوسط الأيام الممطرة                                                                                | 10.0                        | 5.3                         | 7.1                         | 8.5                         | 13.0                        | 13.2                        | 12.7                        | 13.8                        | 15.5                        | 19.9                        | 22.6                        | 20.4                        | 162.0                       |
| متوسط الرطوبة النسبية (%)                                                                           | 78                          | 77                          | 78                          | 78                          | 78                          | 77                          | 77                          | 76                          | 79                          | 82                          | 84                          | 82                          | 79                          |
| ساعات سطوع الشمس الشهرية                                                                            | 179.8                       | 183.6                       | 204.6                       | 201.0                       | 151.9                       | 150.0                       | 151.9                       | 151.9                       | 144.0                       | 111.6                       | 105.0                       | 142.6                       | 1٬877٫9                     |
| ساعات سطوع الشمس اليومية                                                                            | 5.8                         | 6.5                         | 6.6                         | 6.7                         | 4.9                         | 5.0                         | 4.9                         | 4.9                         | 4.8                         | 3.6                         | 3.5                         | 4.6                         | 5.2                         |
| المصدر #1: Thai Meteorological Department                                                           |                             |                             |                             |                             |                             |                             |                             |                             |                             |                             |                             |                             |                             |
| المصدر #2: Office of Water Management and Hydrology, Royal Irrigation Department (sun and humidity) |                             |                             |                             |                             |                             |                             |                             |                             |                             |                             |                             |                             |                             |

## معرض صور

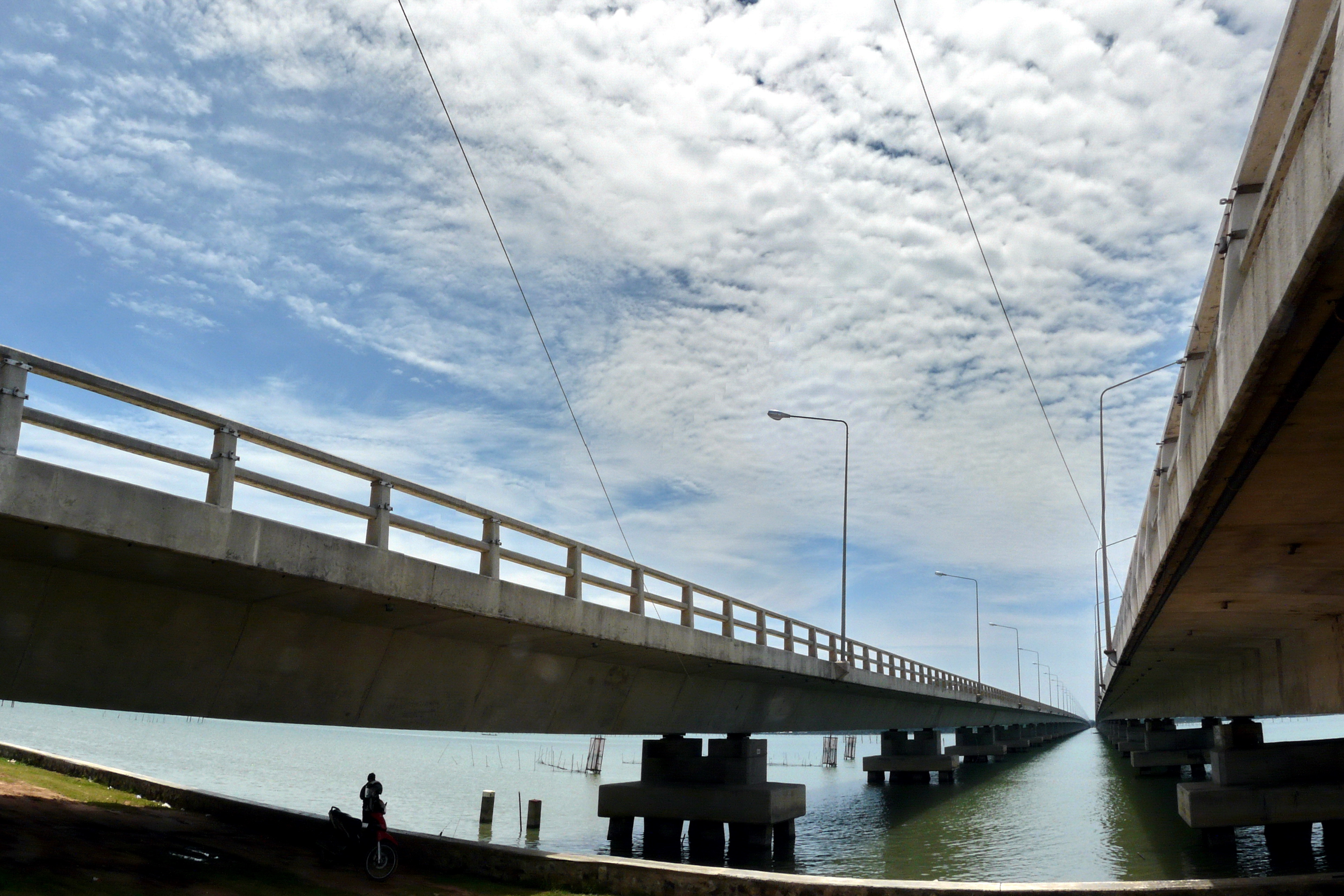
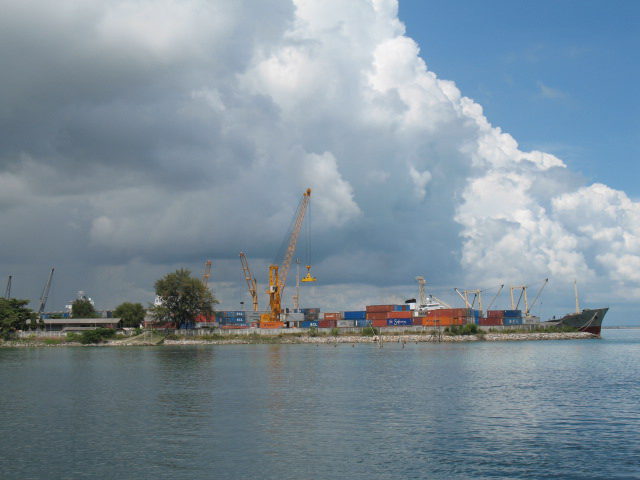
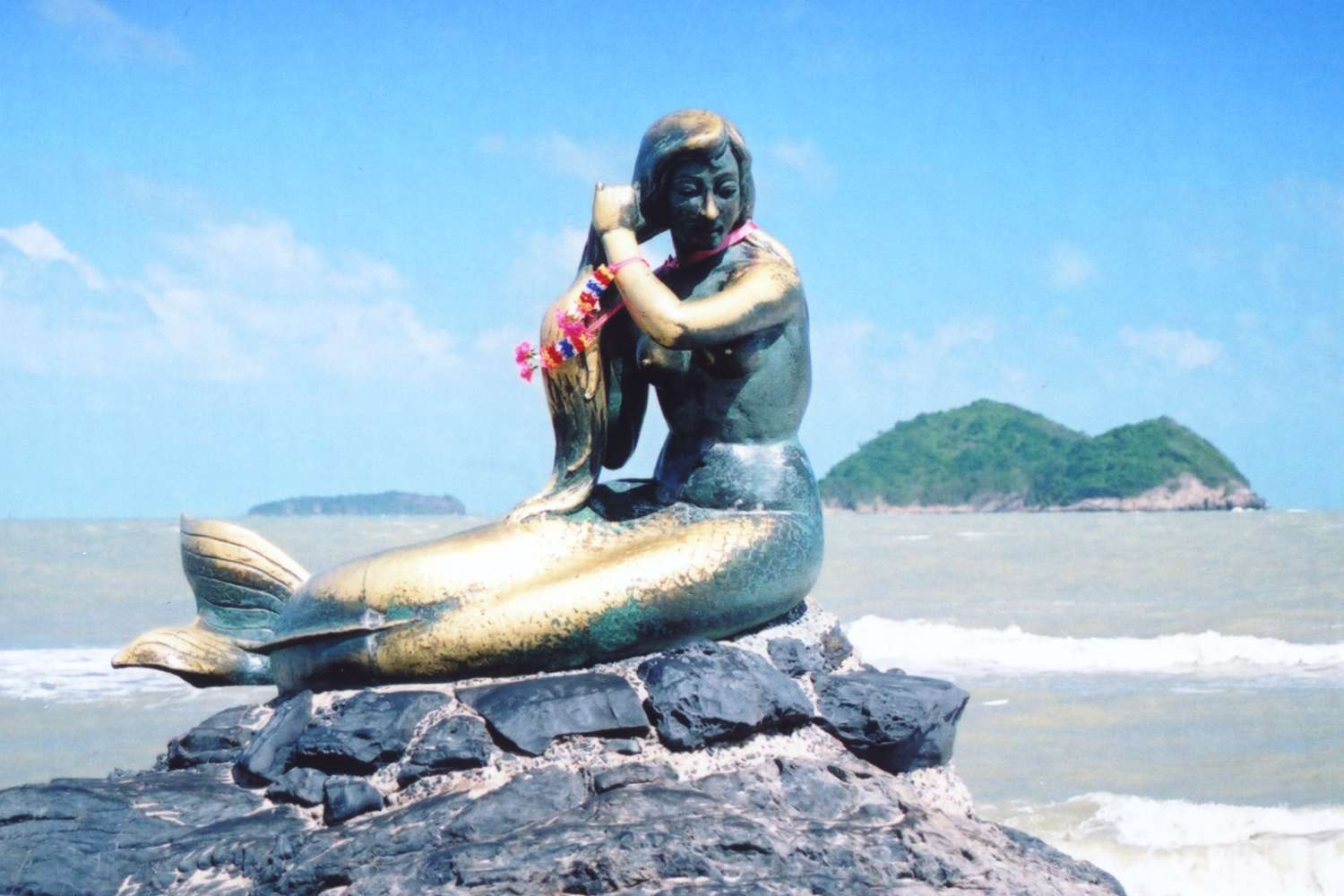
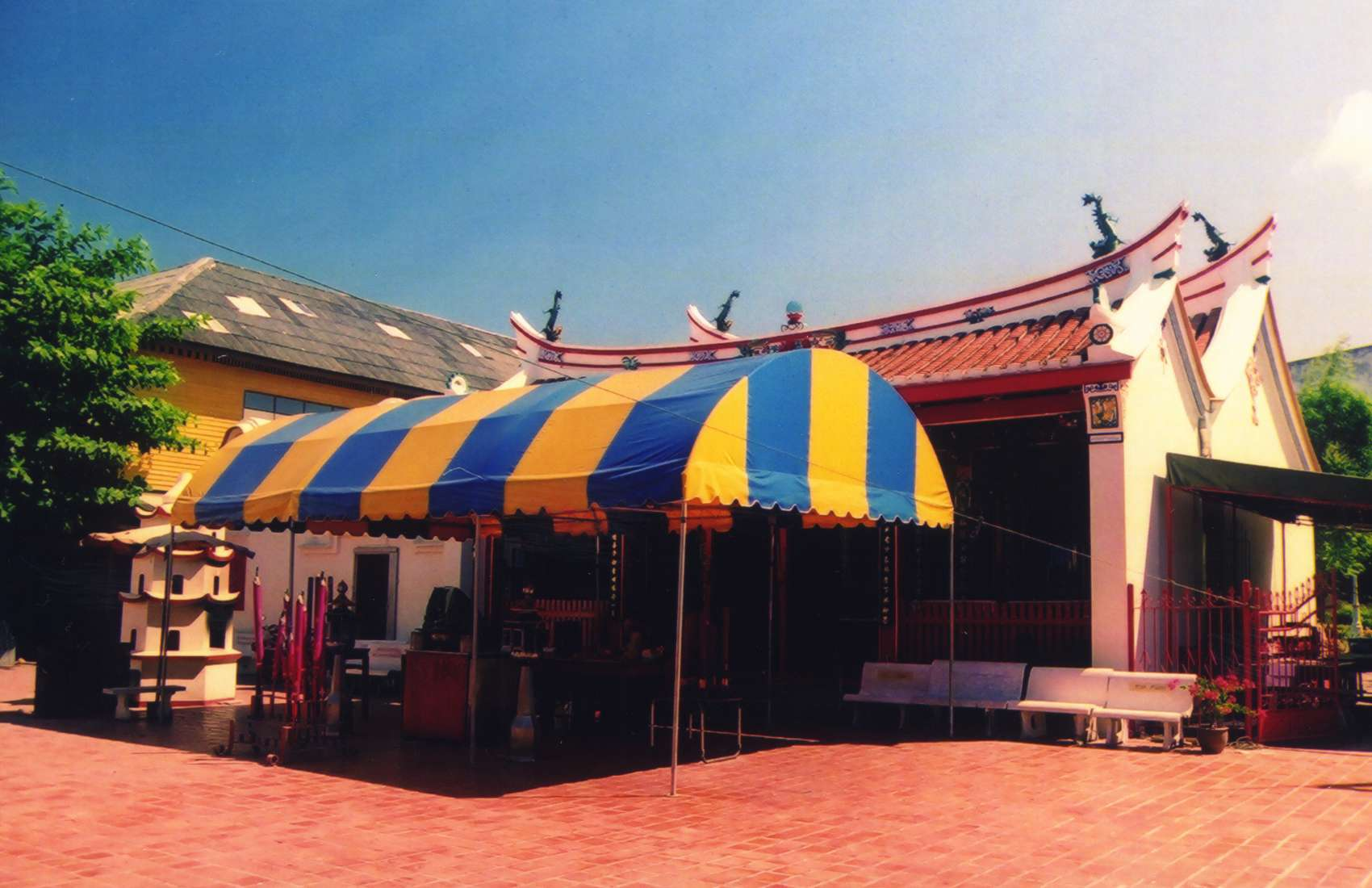

## توأمة
لسونغكلا اتفاقيات توأمة مع:
- جايابورا

## أعلام
- سورييا ساينغميو
- أديسون برومراك